# Ferdinand Boberg
Gustavo Fernando Boberg (Falun, 11 de abril de 1860-Estocolmo, 7 de mayo de 1946) fue un arquitecto y diseñador sueco. Fue uno de los arquitectos más conocidos de Suecia en su época, y ha dejado un gran número de obras monumentales, catalogables en el estilo de Jugendstil (modernismo).

## Formación
Boberg estudió en el Real Instituto de Tecnología de Estocolmo, y luego en la Real Academia Sueca de las Artes (1882-1884), donde recibió la condecoración real. Hizo varios viajes de estudio en Europa: a Italia y Francia entre 1885 y 1886; a Inglaterra, Francia y España en 1888; y en Alemania y Francia en 1889. En 1888 se casó con la artista Anna Scholander.

## Actividad como arquitecto
A partir de 1890, Boberg fue conocido por el cuartel de los bomberos de Gävle, un edificio con aspecto del fuerte de un castillo. Continuó en 1892 con la primera estación eléctrica de Estocolmo, la estación de Brunkeberg, situada en las calles Regeringsgatan y Smålandsgatan, con un ingenioso portal que fue conservado tras la demolición del edificio en 1960, siendo trasladado a la estación de Tule, en la calle Tulegatan. En 1893 construyó la fábrica de gas de Värta, también en Estocolmo, un complejo industrial para el cual Boberg diseñó veinte edificios de ladrillos rojos.
Es autor de la iglesia de Skagershult (1896), el castillo de agua de Mosebacke en Estocolmo y los talleres Munktell en Eskilstuna (1897). En colaboración con Gustavo Wickman y Georg Ringström, trabajó en el proyecto del nuevo edificio del Parlamento en la ciudad vieja de Estocolmo. En 1903, construyó en Djurgården una estancia llamada Vintra para su propio uso familiar, junto a su esposa Anna. La pareja vivió en ella hasta su traslado a París en 1925. Siempre en Djurgården, dirigió los trabajos de renovación y ampliación de la villa Parkudden para el príncipe Carlos de Västergötland, antes de dedicarse a la construcción del Waldemarsudde, la residencia del príncipe Eugenio Napoleón de Suecia. En 1904 construyó la casa de Ernest Thiel, diseñada para albergar su colección de arte, que es en la actualidad la Galería Thielska.
Boberg es también el autor en Estocolmo, de la casa Carlberg, actual sede de la confederación sindical LO; de Rosenbad (1903), hoy sede de gobierno; y de la plaza central (1904). Entre sus obras posteriores, podemos mencionar la iglesia Uppenbarelsekyrkan en Saltsjöbaden (1910-1913) y el gran almacén NK de la calle Hamngatan (diseñado en 1913).

## Exposiciones
Para la exposición de Estocolmo de 1897, diseñó el pabellón de las artes, el edificio de las minas de Kopparberg y una serie de otros edificios, así como, en colaboración con Fredrik Lilljekvist, el pabellón industrial. Posteriormente se le encargó el pabellón de Suecia para la Exposición Universal de París de 1900, y la Exposición Universal de Saint-Louis de 1904.
En 1906 creó el pabellón de la compañía NK para la exposición artística e industrial de Norrköping. Tres años más tarde, para la exposición artística e industrial en Estocolmo, fue el responsable de todo el proyecto, desde el catálogo de la exposición hasta los edificios. En 1914, fue nuevamente el encargado de la creación del pabellón sueco para la exposición del Báltico en Malmö.

## Diseñador
Boberg fue también un diseñador que desempeñó un papel preeminente en el movimiento artístico Art Nouveau en Suecia. Sus obras de este estilo evocan con frecuencia al rococó y al Estilo Imperio. Sus grandes muebles y espejos son a menudo cubiertos con ricas decoraciones de flores y ramas. Boberg también realizó diseños para la industria textil, cerámicas para Gustavsberg y Rörstrand, de plata para Hallbergs Guldsmeds o de vidrio para Kosta Boda y Reijmyre.
Para el castillo de Bjertorp, por ejemplo, dibujó, además del edificio, la decoración de interiores y una parte de los muebles. Después de la Primera Guerra Mundial, se le confiaron las construcciones, pero no los proyectos, ya que se consideraba que su estilo había envejecido. Se dedicó en una gran parte de los años 1920 a viajar a través de Suecia, con el propósito de realizar bocetos de edificios antiguos con semillas y granos agrícolas. Estos trabajos han demostrado ser particularmente interesantes, ya que este tipo de construcción a lo largo de la historia ha sido documentada de forma menos sistemática que las mansiones y las iglesias. También realizó grabados, generalmente de obras de arquitectura (las catedrales de Upsala, de Chartres, de Toledo), pero también de paisajes (nieve, juegos de luces).

## Galería

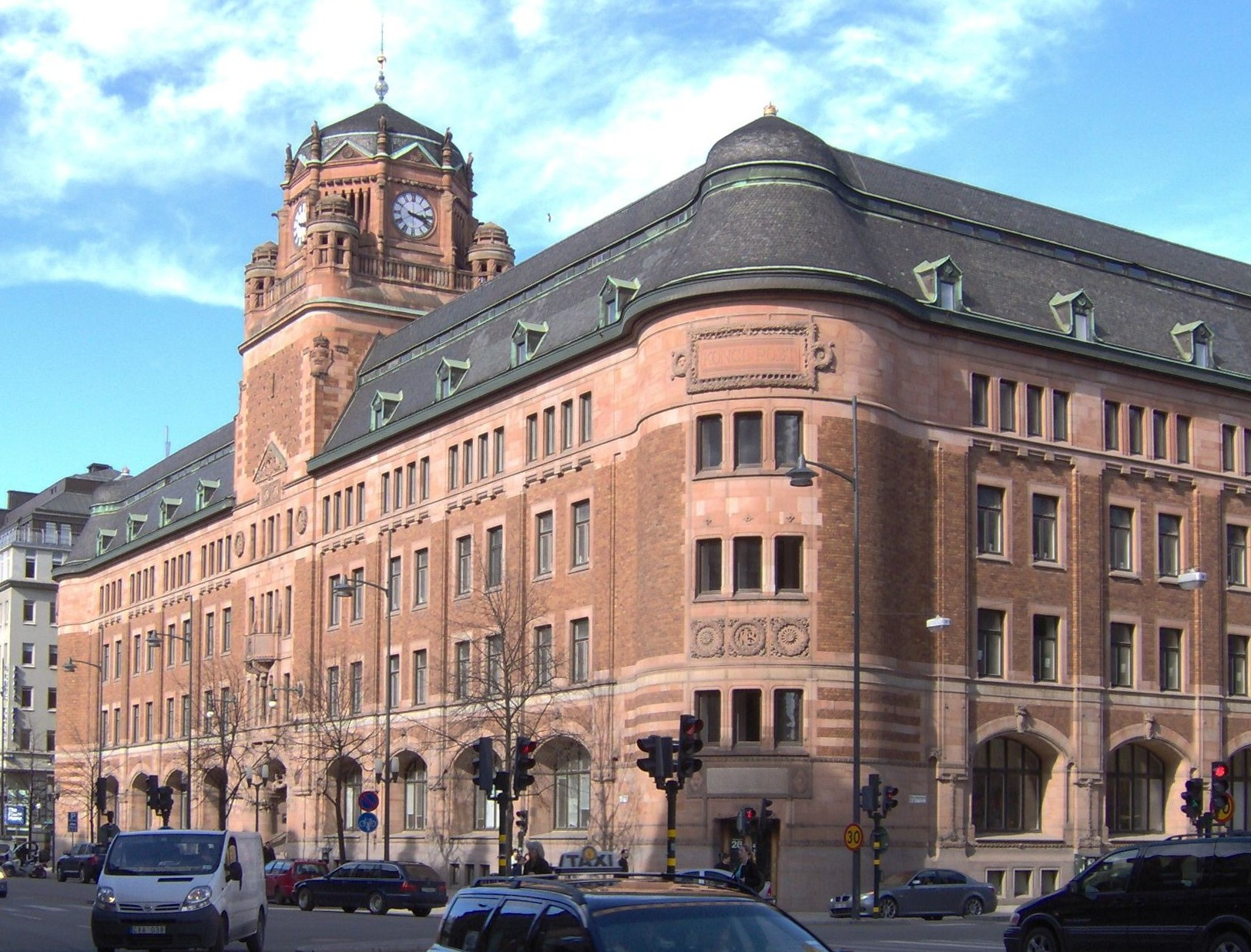
Correo central, Estocolmo
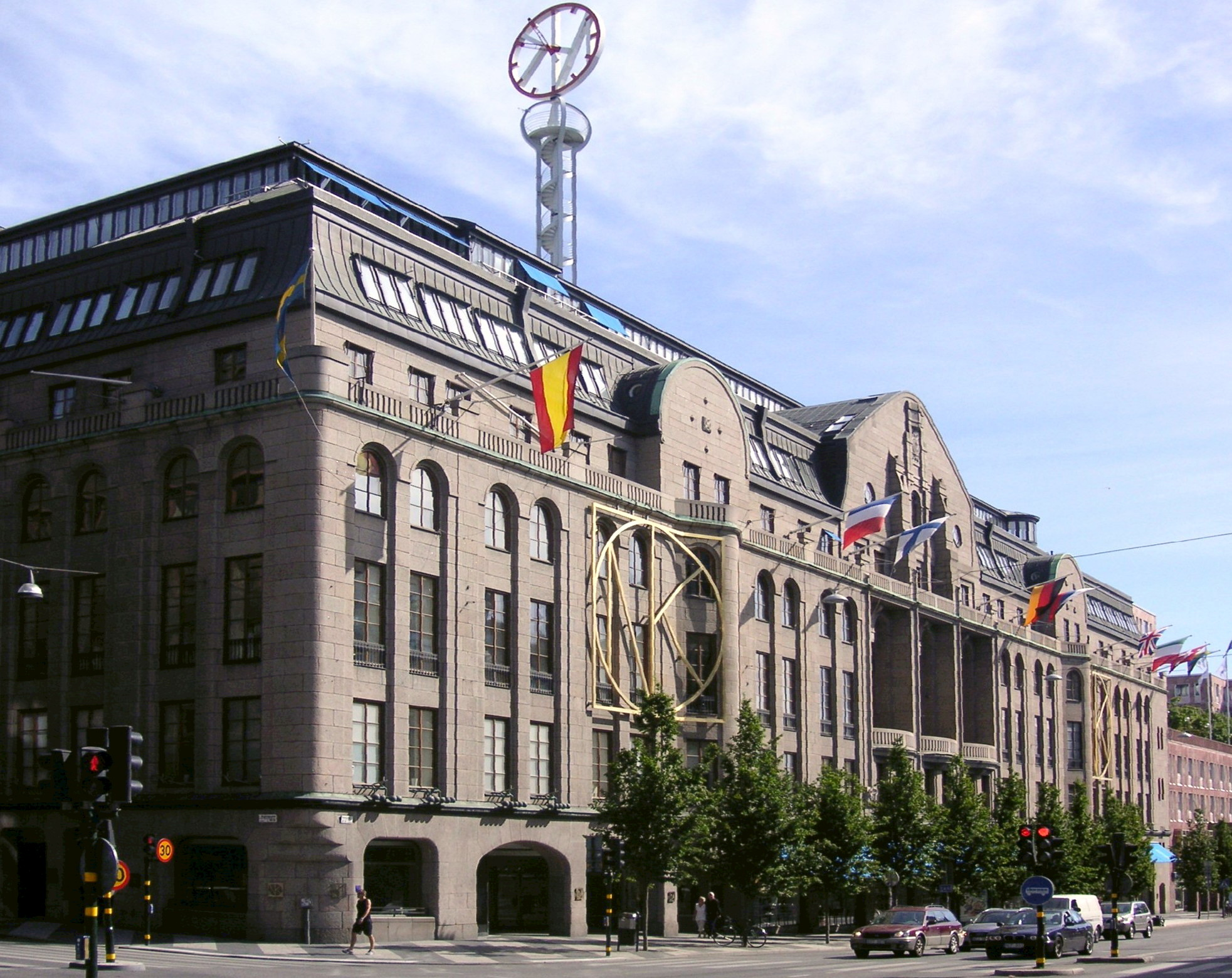
Empresa NK, Estocolmo
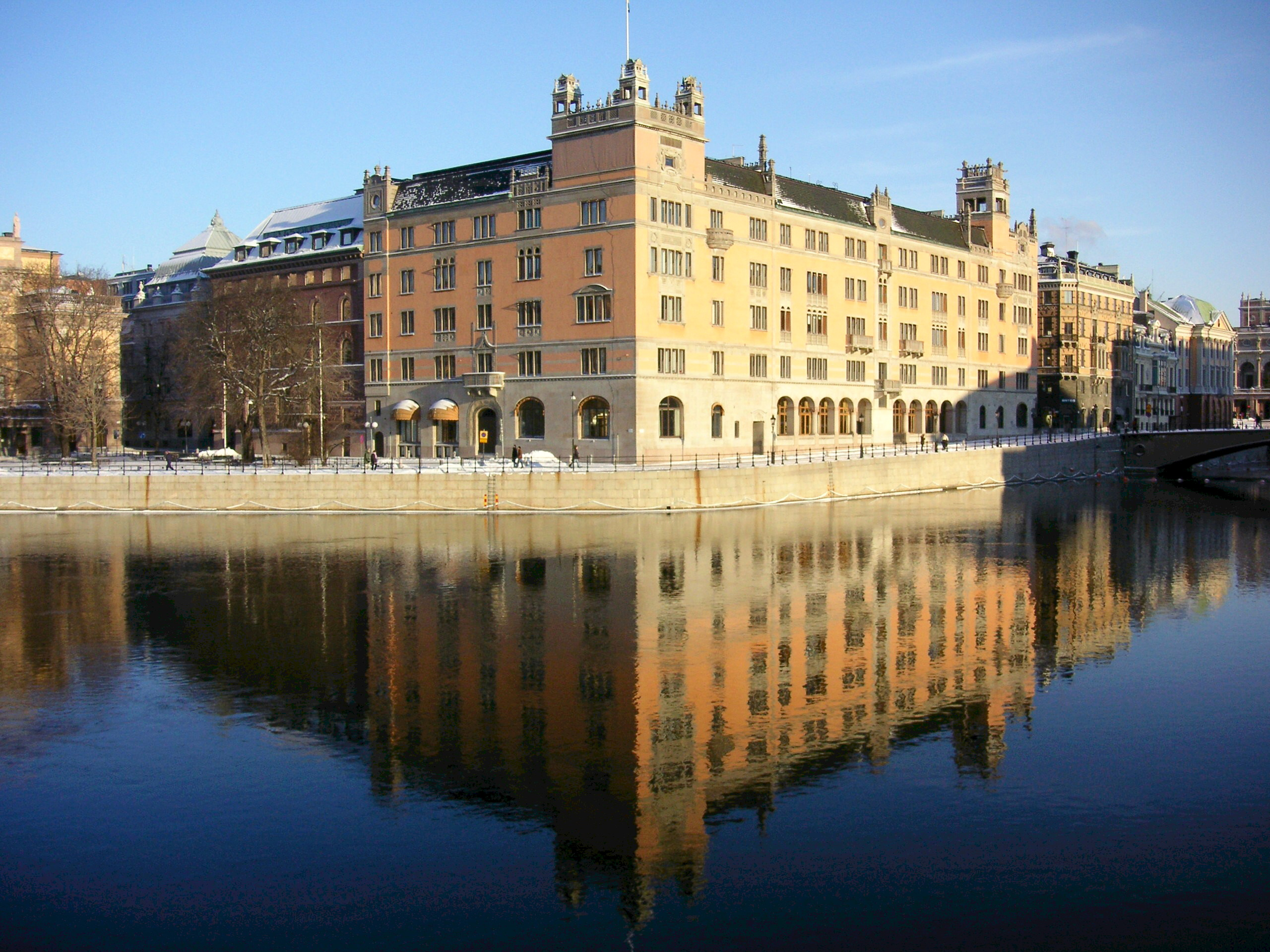
Rosenbad, Estocolmo
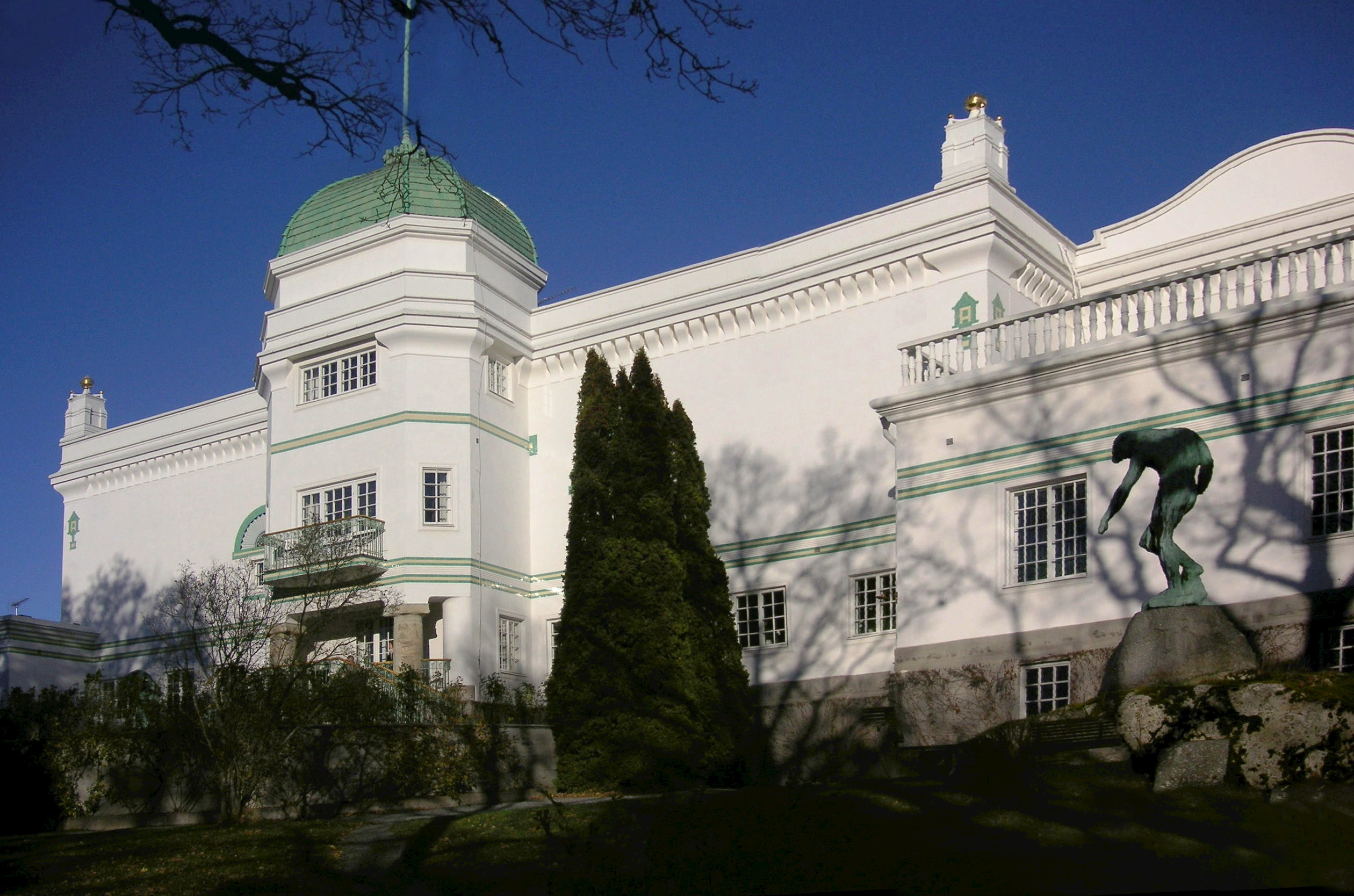
Galería Thiel, Djurgården